# Pociąg do gwiazd
Pociąg do gwiazd – piąty album zespołu Skaner wydany w firmie fonograficznej Green Star 30 stycznia 1997 roku. Trzy miesiące później - w kwietniu 1997 sprzedano 100 tysięcy sztuk albumu, album osiągnął status złotej płyty. Nagrodę wręczono na OFMT w Ostródzie latem 1997. Status platynowej płyty album osiągnął w kwietniu 1998 roku.
Teledyski nakręcono do następujących utworów: Moja wolność (9 miesięcy na liście Disco Polo Live, w tym 21 tygodni na 1 miejscu), American Boy (kręcony w Nowym Jorku), Africa i Wracaj do mego świata (grudzień 1998)

## Lista utworów
| Nr  | Tytuł utworu                             | Długość |
| --- | ---------------------------------------- | ------- |
| 1.  | „Moja wolność”                           |         |
| 2.  | „Wracaj do mego świata”                  |         |
| 3.  | „Pociąg do gwiazd”                       |         |
| 4.  | „Nie smuć się” (duet z Tia Marią)        |         |
| 5.  | „Pokochaj mnie”                          |         |
| 6.  | „Africa”                                 |         |
| 7.  | „Nigdy więcej”                           |         |
| 8.  | „Czarodziejski dywan”                    |         |
| 9.  | „American boy”                           |         |
| 10. | „Goodbye”                                |         |
| 11. | „American Boy (Manhatan Mix) (Bonus CD)” |         |
| 12. | „Africa (Summer Mix) (Bonus CD)”         |         |
| 13. | „Gwiazdkowa noc (Bonus CD)”              |         |

- Gitara w utworze "Czarodziejski dywan" - Dariusz Chociej
- Rap w utworze "Africa (Summer Mix) - Wojciech Domań

## Aranżacje utworów
- Marek Zrajkowski i Ernest Sienkiewicz - utwory: 3, 8, 12
- Tomasz Ring - utwory: 1, 2, 4, 5, 6, 7, 9, 10, 11